# Sonnenwunder

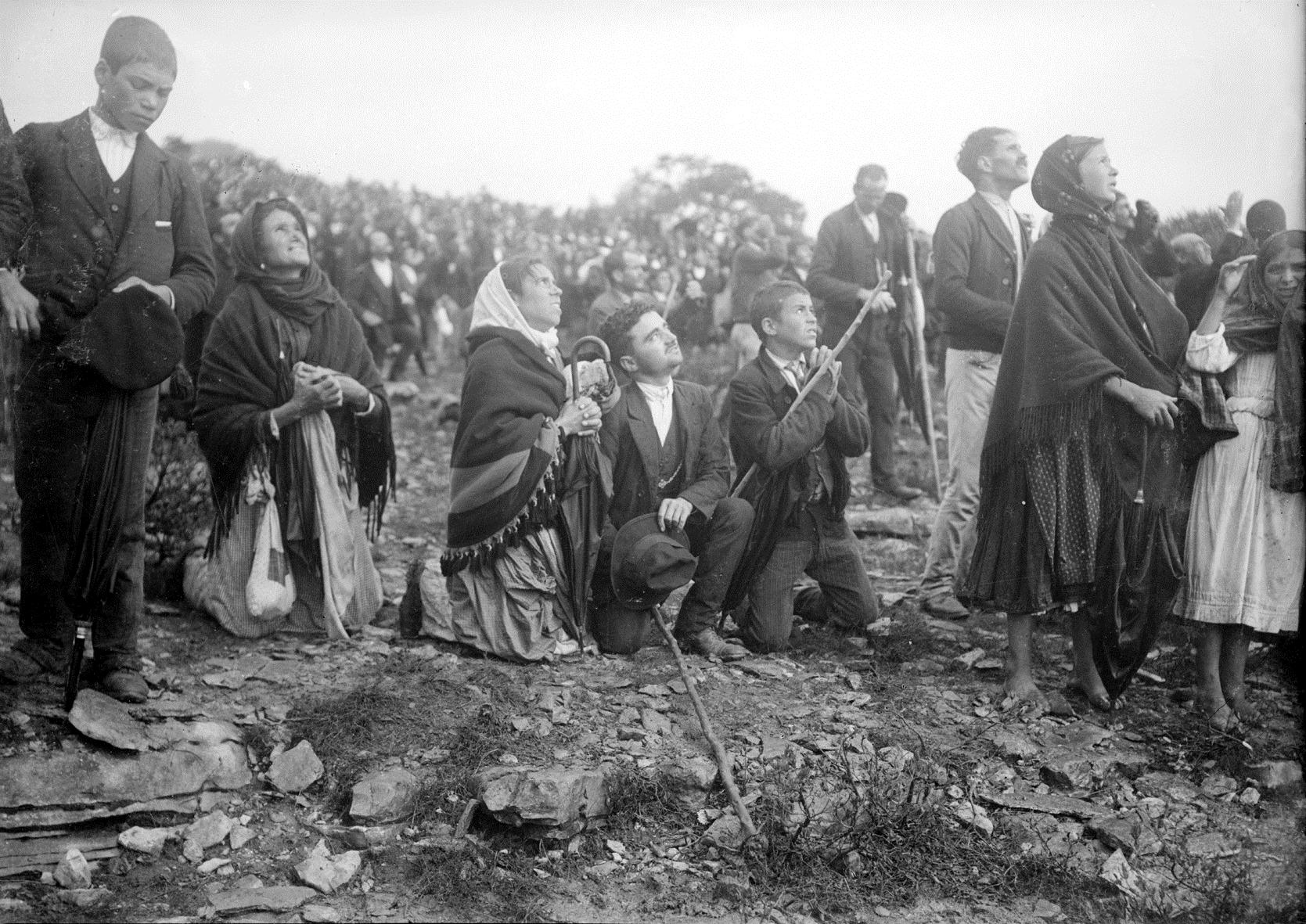
Aufnahme der Anwesenden während des Sonnenwunders in Fatima (1917)

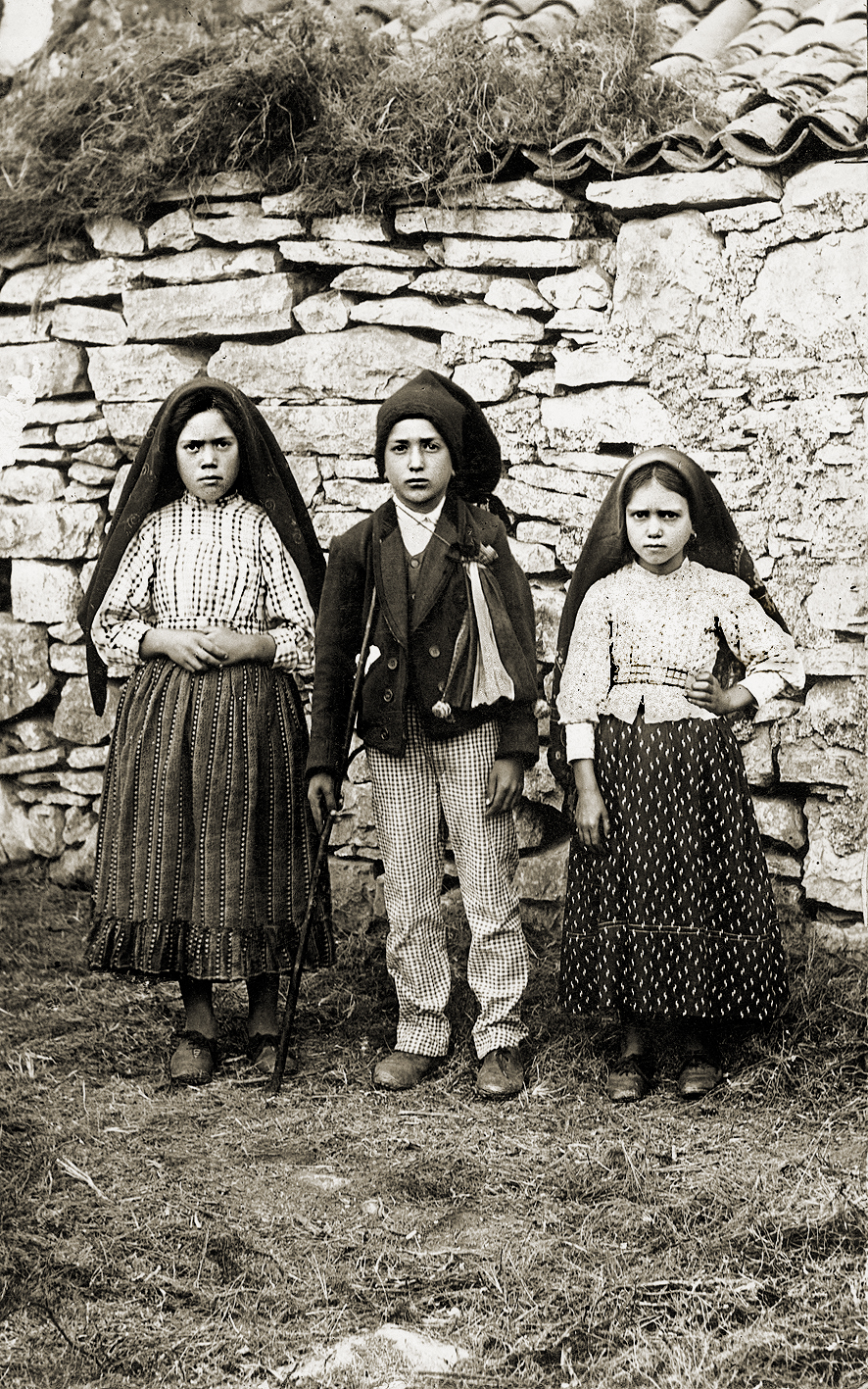
Seherkinder von Fatima (1917)

Das Sonnenwunder (genannt auch Wunder von Fátima) war eine Erscheinung im Rahmen der Erscheinungen von Fátima, die von mindestens 30.000 Menschen am 13. Oktober 1917 in der Cova da Iria nahe Fátima in Portugal beobachtet wurde und von der katholischen Kirche als Wunder eingestuft wird. Die Anwesenden hatten sich versammelt, um den gegenüber Jacinta und Francisco Marto sowie Lúcia dos Santos angekündigten letzten Besuch Marias mitzuerleben.

## Geschehen
Vielen Zeugenaussagen entsprechend sollen nach einem Regenguss die Wolken aufgebrochen und die Sonne als eine undurchsichtige, sich drehende Scheibe am Himmel erschienen sein. Es wurde berichtet, sie sei erheblich weniger hell als gewöhnlich gewesen und habe bunte Lichter auf Landschaft, Anwesende und Wolken sowie Schatten geworfen. Die Sonne habe sich dann zur Seite geneigt und in einem Zickzackkurs auf die Erde zubewegt, worüber einige der Anwesenden so erschraken, dass sie dachten, das Ende der Welt stehe bevor. Augenzeugen berichteten, dass der vom Regen nasse Boden und ihre Kleidung binnen der ungefähr zehn Minuten, in denen das Ereignis stattfand, trocken geworden seien.
Schätzungen der Zahl der Augenzeugen reichen von 30.000 bis 40.000 Menschen durch Avelino de Almeida, der für die portugiesische Zeitung O Século schrieb; und bis zu 100.000 Menschen, geschätzt von Joseph Garrett, einem Professor für Naturwissenschaften an der Universität Coimbra, die beide an diesem Tag anwesend waren.
Das Wunder wurde von den Gläubigen der Nossa Senhora de Fátima („Unsere Liebe Frau von Fátima“) zugeschrieben, einer Erscheinung der Jungfrau Maria gegenüber drei jungen Schäferkindern im Jahr 1917, die – wie den drei Kindern vorhergesagt – am 13. Juli, 19. August und 13. September stattfand. Die Kinder berichteten, die Frau habe ihnen versprochen, am Mittag des 13. Oktober in der Cova da Iria ihre Identität ihnen gegenüber zu offenbaren und ein Wunder zu wirken, „damit alle glauben können.“
Die drei Schäferkinder sollen an jenem Tag beim Segnen der anwesenden Menschenmenge ein Panorama von Visionen über Jesus von Nazaret, die Jungfrau Maria und den heiligen Josef gesehen haben. Das Sonnenwunder selbst haben sie nach eigenen Angaben nicht beobachtet.

## Beschreibungen
Die am häufigsten zitierten Beschreibungen des Geschehens, die zu Fátima berichtet werden, stammen aus Texten von John De Marchi, einem italienischen katholischen Priester und Forscher. De Marchi verbrachte sieben Jahre in Fátima, von 1943 bis 1950, wo er Ursprungsforschung und Interviews von Hauptpersonen in unbeschränkter Länge durchführte. In The Immaculate Heart, veröffentlicht 1952, berichtet De Marchi, dass „ihr Status (der Anwesenden am 13. Oktober) Gläubige und Ungläubige, fromme alte Damen und spottende junge Männer einschloss. Hunderte, von diesen gemischten Gruppen, haben formal Zeugnis gegeben. Berichte variieren; Eindrücke sind in kleineren Details verworren, aber keiner hat unseres Wissens direkt das sichtbare Sonnenwunder geleugnet.“ Dem widerspricht Kevin McClure und gibt an, dass er noch nie solch eine Ansammlung widersprüchlicher Erzählungen eines Falles in irgendeiner Forschung gesehen habe, die er in den vorhergehenden zehn Jahren gemacht habe.

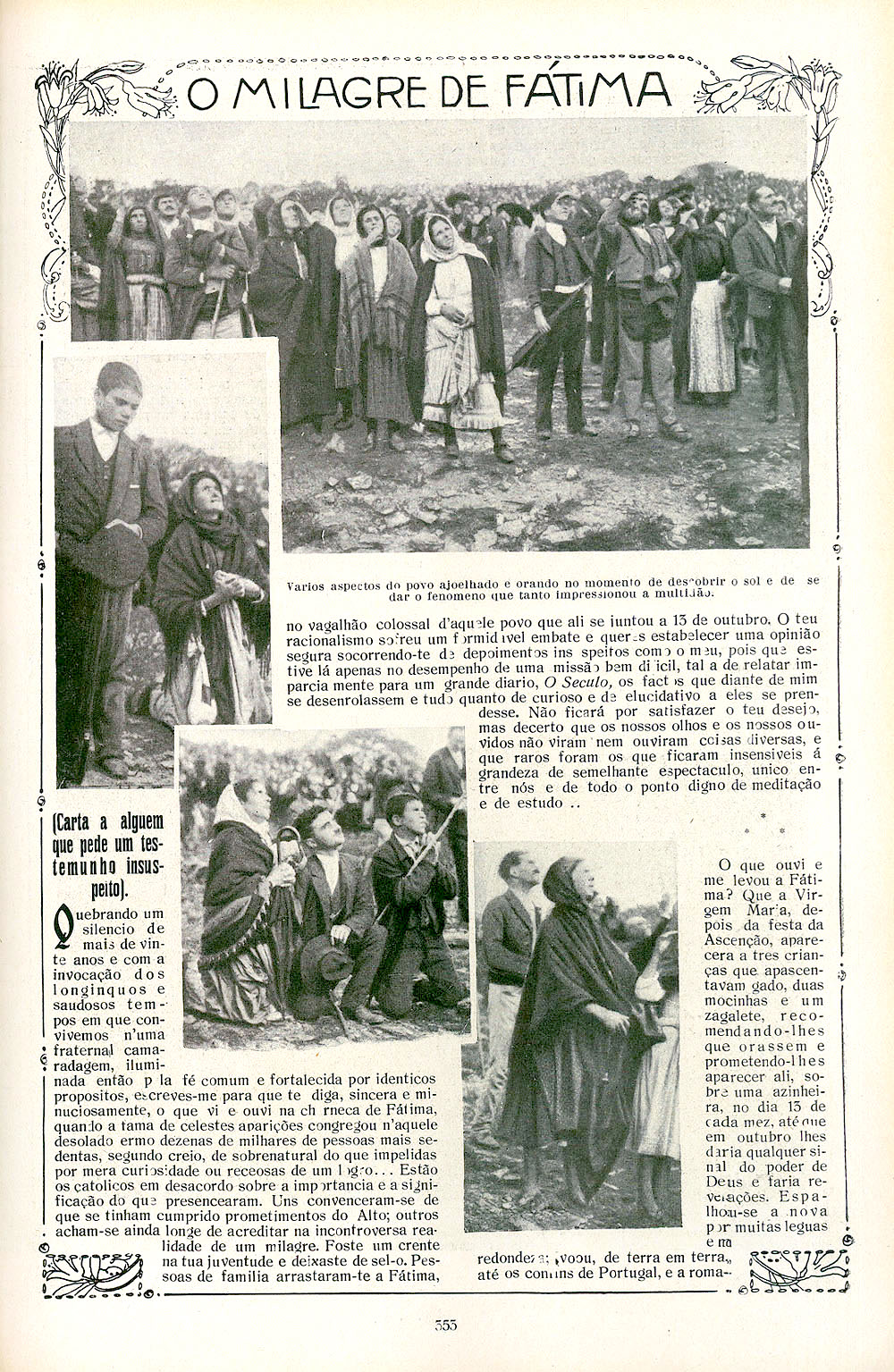
Kopie einer Seite aus Ilustração Portuguesa vom 29. Oktober 1917. Die Menge betrachtet das Sonnenwunder während der Fátima-Erscheinung

Einige der Zeugenaussagen folgen unten. Sie sind John De Marchis verschiedenen Büchern über diese Angelegenheit entnommen.
- Avelino de Almeida:

„Vor den Augen der erstaunten Menge, deren Anblick biblisch war, wie sie ohne Kopfbedeckung dastand, den Himmel begierig absuchend, zitterte die Sonne, machte plötzliche unglaubliche Bewegungen außerhalb aller kosmischen Gesetze – die Sonne 'tanzte' übereinstimmend im typischen Ausdruck der Leute.“

Avelino de Almeida schrieb für O Século, Portugals weitverbreitetste und einflussreichste Zeitung, die zu dieser Zeit regierungsfreundlich und antiklerikal war. Almeidas vorhergehende Artikel waren spöttisch zu den zuvor berichteten Fällen bei Fátima gewesen.
- Domingos Pinto Coelho:

„Die Sonne, in einem Moment umgeben von einer scharlachroten Flamme, in einem anderen umstrahlt in Gelb und Tiefpurpur, schien in einer außerordentlich schnellen und wirbelnden Bewegung zu sein, manchmal schien sie vom Himmel gelöst zu werden und sich der Erde zu nähern, starke Hitze ausstrahlend.“

Domingos Pinto Coelho schrieb für die Zeitung Ordem.
- Reporter für die Lissabonner Zeitung O Dia:

„Die silberne Sonne, umhüllt im gleichen florartig grauen Licht, wurde wirbelnd gesehen und drehend sich im Kreis aufgebrochener Wolken […] Das Licht wechselte in ein schönes Blau, als ob es durch die Buntglas-Fenster einer Kathedrale gekommen sei, und verbreitete sich über die Leute, die mit ausgestreckten Händen knieten […] Leute weinten und beteten barhäuptig, in Gegenwart eines Wunders, das sie erwartet hatten. Die Sekunden schienen wie Stunden, so anschaulich waren sie.“

- Almeida Garrett:

„Die Sonnenscheibe blieb nicht unbeweglich. Dies war nicht das Funkeln eines Himmelskörpers, denn sie wirbelte um sich herum in einem wilden Strudel, als plötzlich ein Lärm von allen Leuten gehört wurde. Die Sonne schien sich wirbelnd vom Firmament zu lösen und bedrohlich auf die Erde zuzurücken, als ob sie uns mit ihrem riesigen feurigen Gewicht zerquetschen wolle. Die Empfindung während jener Momente war schrecklich.“

Almeida Garrett war Professor der Naturwissenschaften an der Universität Coimbra.
- Professor Formigão:

„So wie ein Blitz aus heiterem Himmel wurden die Wolken beiseite gerissen und die Sonne erschien am Zenit in all ihrer ganzen Pracht. Sie begann auf ihrer Achse wirbelnd zu rotieren, wie beim großartigsten Feuerrad, das man sich vorstellen könnte, alle Farben des Regenbogens annehmend und mehrfarbige Lichtblitze aussendend, den verblüffendsten Effekt produzierend. Dieses sublime und unvergleichbare Schauspiel, das drei verschiedene Male wiederholt wurde, dauerte ungefähr zehn Minuten. Die ungeheure Menge, überwältigt durch den Beweis von solch einem gewaltigen Wunder, warf sich auf ihre Knie.“

Formigão war ein Professor am Priesterseminar von Santarém und Priester.
- Reverend Joaquim Lourenco:

„Ich fühle mich unfähig zum Beschreiben, was ich sah. Ich schaute unverwandt zur Sonne, die blass schien und meinen Augen nicht schmerzte. Aussehend wie ein Schneeball, um sich rotierend, schien sie plötzlich in einem Zickzack herunterzukommen, die Erde bedrohend. Erschrocken rannte ich und versteckte mich unter den Leuten, die weinten und das Ende der Welt in jedem Moment erwarteten.“

Reverend Joaquim Lourenco beschrieb sein Jugenderlebnis in Alburitel, achtzehn Kilometer von Fátima entfernt.
- Afonso Lopes Vieira:

„An diesem Tag, dem 13. Oktober 1917, ohne mich an die Vorhersagen der Kinder erinnernd, wurde ich verzaubert durch ein bemerkenswertes Schauspiel am Himmel in einer Art, die ich nie vorher gesehen hatte. Ich sah es von dieser Veranda.“

Afonso Lopes Vieira war ein portugiesischer Poet.

## Bewertung des Ereignisses
Visionäre behaupteten, die Gottesmutter habe im Rahmen der sich im Juli, August und September 1917 ereignenden Marienerscheinungen, heute bekannt als „Unsere Liebe Frau von Fátima“, versprochen, dass am 13. Oktober 1917 ein Wunder geschehen würde, „damit alle glauben könn[t]en“. Pio Scatizzi SJ beschreibt die Ereignisse von Fátima und folgert:

„Die [...] Sonnenphänomene wurden in keiner Sternwarte beobachtet. Unmöglich, dass die Nachricht so vielen Astronomen und natürlich den anderen Einwohnern der Hemisphäre entgehen sollte [...]; es ist unfraglich ein astronomisch oder meteorologisch sich ereignendes Phänomen. [...] Entweder wurden alle Beobachter in Fátima kollektiv getäuscht und irrten in ihrem Zeugnis oder wir müssen eine übernatürliche Intervention annehmen.“

Stewart Campbell postulierte 1989 im Journal of Meteorology, dass eine Wolke von stratosphärischem Staub das Aussehen der Sonne am 13. Oktober so geändert habe, dass sie gelb, blau und violett aussah und sich zu drehen schien. Zur Unterstützung seiner Hypothese verweist Campbell darauf, dass 1983 über eine blaue und gerötete Sonne in China berichtet wurde.
Joe Nickell argumentiert, dass die Position des Phänomens – wie durch die verschiedenen Zeugen beschrieben – am falschen Azimut und in falscher Höhe lag, um die Sonne gewesen sein zu können. Er deutet an, dass die Ursache eine Nebensonne gewesen sein könnte. Eine andere von Nickell vorgeschlagene Erklärung ist eine temporäre Netzhautverzerrung, verursacht durch Starren in intensives Licht und/oder durch den Effekt hin- und herschießender Augen, um vollständig fixiertes Anstarren zu vermeiden. Er schlussfolgert, dass es „wahrscheinlich eine Kombination von Faktoren [gab], einschließlich optischer und meteorologischer Phänomene.“
Paul Simons gibt in einem in der Times erschienen Artikel an, dass einige der optischen Effekte bei Fátima durch Staubwolken aus der Sahara verursacht worden sein könnten.
Kevin McClure behauptet, dass die Menge in der Cova da Iria erwartet haben könnte, Zeichen in der Sonne zu sehen, weil ähnliche Phänomene in den bis zum Wunder führenden Wochen berichtet worden waren. Auf dieser Grundlage glaubt er, dass die Menge sah, was sie sehen wollte.
Leo Madigan glaubt, dass die Berichte der Augenzeugen von einem Wunder subjektiv zutreffend, aber nicht übereinstimmend waren, und meint, dass Erstaunen, Furcht, Verherrlichung und Phantasie Wahrnehmung und Berichte geformt haben müssen. Madigan vergleicht die Erfahrungen mit Gebeten und sieht dementsprechend die Erfahrungen als spirituell und daher subjektiv sowie individuell an.
Autorin Lisa Schwebel behauptet, dass das Ereignis ein übernatürliches, außersinnliches Phänomen war. Sie merkt an, dass das Sonnenphänomen, das bei Fátima berichtet wird, nicht einzigartig sei, da es einige Berichte über Versammlungen von Gläubigen mit ähnlich hochgespannten Erwartungen gegeben habe, bei denen ungewöhnliche Lichterscheinungen am Himmel aufgetreten seien.
Es ist argumentiert worden, dass das Fátima-Phänomen und viele UFO-Sichtungen eine gemeinsame Ursache teilen.
Protestantische Kommentatoren nehmen im Allgemeinen keine wundersame Natur des Phänomens an; einige nehmen einen übernatürlichen Vorgang an, schreiben ihn aber Satan statt Gott zu.
Viele Jahre nach den fraglichen Ereignissen schlug Stanley L. Jaki, ein Benediktinerpater und Autor einer Anzahl von Büchern über die Vereinbarkeit von Naturwissenschaft und Katholizismus, eine Theorie über das angenommene Wunder vor. Jaki glaubt, dass das Ereignis meteorologisch war, aber dennoch ein Wunder, da das Ereignis zur genau vorausgesagten Zeit aufgetreten sei.

## Anerkennung
Das Ereignis wurde am 13. Oktober 1930 durch die römisch-katholische Kirche als Wunder anerkannt. Am 13. Oktober 1951 erklärte der päpstliche Legat und Kardinal Federico Tedeschini der in Fátima versammelten Menschenmenge, dass am 30. Oktober, 31. Oktober, 1. November und 8. November 1950 Papst Pius XII. selbst das Sonnenwunder von den Vatikanischen Gärten aus gesehen habe.